# Фрасинету де Жос (Калараш)
Фрасинету де Жос (рум. Frăsinetu de Jos) насеље је у Румунији у округу Калараш у општини Фрасинет. Oпштина се налази на надморској висини од 29 m.

## Становништво
Према подацима из 2002. године у насељу је живело 385 становника, од којих су сви румунске националности.